# Minganie
Minganie è una municipalità regionale di contea del Canada, localizzata nella provincia del Québec, nella regione di Côte-Nord.
Essa include l'isola d'Anticosti. Il suo capoluogo è Havre-Saint-Pierre.

## Suddivisioni
Municipalità
- Aguanish
- Baie-Johan-Beetz
- Havre-Saint-Pierre
- L'Île-d'Anticosti
- Longue-Pointe-de-Mingan
- Rivière-au-Tonnerre
- Rivière-Saint-Jean

Township
- Natashquan

Territori non organizzati
- Lac-Jérôme

Riserve native (Non associate alla RCM)
- Mingan
- Natashquan